# Jules Mahieu
Jules Mahieu (Wasmes,  27 maart 1897 - La Brigue, 11 juli 1968) was een Belgisch geestelijke en Waals militant. 

## Levensloop
Hij werd geboren in een arbeidersgezin en werd in 1926 onderpastoor in Roux. 
Zijn Waals militantisme leidde ertoe dat hij de Waalse vlag uithing bij processies, hetgeen hem afkeuring en een bisschoppelijke sanctie opleverde. De sanctie werd hem om drogredenen gegeven: omdat hij om gezondheidsredenen geen nieuwe functie kon opnemen, verklaarde men dat hij ontslag had genomen en nam de kerkelijke overheid zijn salaris af. 
Nadat hij in juni 1936 het woord genomen had bij de 9de bedevaart van Waterloo, verbood men hem nog het woord te voeren in priesterkledij in het bisdom Doornik. Sindsdien was hij openlijk betrokken bij de Waalse Beweging en in 1936 werd hij een der belangrijkste promotoren van het Waals Democratisch Front. Hij werd voorzitter van de Waalse concentratie in februari 1937. Zonder veel succes was hij kandidaat van de Waalse onafhankelijkheidspartij in het arrondissement Charleroi. 
Hij vestigde zich nadien definitief in het zuiden van Frankrijk en nam de naam aan van Jacques de Warelles. Hij keerde nooit meer terug naar België.